# کورت زایفرت
کورت زایفرت (آلمانی: Kurt Seifert؛ ۴ ژوئیه ۱۹۰۳ – ۳ دسامبر ۱۹۵۰) هنرپیشه و خواننده اهل آلمان بود.
از فیلم‌ها یا برنامه‌های تلویزیونی که وی در آن نقش داشته‌است می‌توان به عشق بزرگ و کوچک اشاره کرد.